# Politisk Revy
Politisk Revy startede som et bladprojekt i 1963 og blev efter bladets lukning i 1987 til et forlag, som udgiver et bredt udvalg af danske og oversatte udenlandske bøger, også tegneserier såsom Rocky, Arne And og Maus. Politisk Revy var sammen med Information nogle af de primære talerør for en del af venstrefløjen i 1960'erne og især 1970'erne. Bladet lukkede i 1987, mens forlaget stadig findes. Politisk Revys første redaktør Andreas Jørgensen havde tidligere været redaktør af tidsskriftet Dialog. I dag ledes forlaget af Johannes F. Sohlman.